# Đại học Nam Columbia
Đại học Nam Columbia (tiếng Anh: Columbia Southern University, gọi tắt là CSU, là một trường đại học tư thục theo hình thức giáo dục từ xa có trụ sở chính tại Orange Beach, tiểu bang Alabama, Hoa Kỳ. Trường này hoạt động trong khuôn khổ vì lợi nhuận.
Trường có văn phòng đại diện và đã quảng bá chương trình thạc sĩ quản trị kinh doanh theo hình thức đào tạo trực tuyến tại Việt Nam kể từ năm 2002.
Đại học Nam Columbia (CSU) đã được kiểm định chất lượng bởi Ủy ban Kiểm định Giáo dục Từ xa – DEAC (Hoa Kỳ). Bộ Giáo dục Hoa Kỳ xếp loại DEAC là cơ quan kiểm định cấp quốc gia (nationally recognized accrediting agency). DEAC là thành viên của Hội đồng Kiểm định Đại học – CHEA, cơ quan chứng nhận các tổ chức kiểm định giáo dục hợp pháp tại Hoa Kỳ.
Đại học Nam Columbia (CSU) đã được bình chọn là một trong những nơi làm việc tốt nhất tại bang Alabama. Trong tổng số hơn 2.000 trường đại học và cao đẳng có các chương trình tuyển sinh trực tuyến tại Hoa Kỳ, CSU được công nhận là trường đại học nằm trong top 10 về số lượng sinh viên nhập học. Hiện nay, CSU có trên 3.000 đối tác học tập, là các cơ quan chính phủ, tập đoàn và doanh nghiệp Hoa Kỳ.
Đối với các chương trình đào tạo từ xa do cơ sở giáo dục nước ngoài cấp: Hiện tại, Bộ Giáo dục và Đào tạo chưa cho phép chương trình đào tạo từ xa do cơ sở giáo dục nước ngoài đào tạo tại Việt Nam được hoạt động (trừ Chương trình đào tạo từ xa qua mạng trình độ Thạc sĩ quản trị kinh doanh do Hội Khuyến học Việt Nam tư vấn hỗ trợ Trường Đại học Nam Colombia, Hoa Kỳ thực hiện, như đã nói ở trên).

## Lịch sử
Đại học Nam Columbia được thành lập năm 1993 bởi Robert G. Mayes, Sr. Trường đã phát triển các chương trình cấp bằng đầu tiên về Kỹ thuật Môi trường và An toàn Sức khỏe Nghề nghiệp vào năm 1994. Đến năm 1996, trường cung cấp thêm các văn bằng Cử nhân về Khoa học Quản trị Kinh doanh, Khoa học Máy tính, Quản lý Tư pháp Hình sự và Quản lý Y tế.
Kể từ năm 2001, Đại học Nam Columbia đã được công nhận bởi Ủy ban Kiểm định Giáo dục Từ xa (DEAC), và trước đây là Hội đồng Giáo dục và Đào tạo Từ xa (DETC).